# Pink Cadillac (film)
Pink Cadillac è un film del 1989 diretto da Buddy Van Horn, con Clint Eastwood e Bernadette Peters.

## Trama
Roy fa parte di una piccola gang neo-nazista alla ricerca del denaro sporco contenuto nella Cadillac rosa con la quale la moglie Lou è fuggita da lui. Tommy Novak, istrionico cacciatore di taglie, incaricato di rintracciare Lou, decide poi di aiutarla a recuperare la figlia nel frattempo "rapita" dal marito.

## Distribuzione

### Edizione italiana
A causa dell'insuccesso di pubblico e critica ottenuto in patria, in Italia il film uscì direttamente in VHS nel settembre 1991. Il doppiaggio, eseguito dal Gruppo Trenta su dialoghi di Giorgio Piferi, rappresenta una delle poche occasioni successive al 1976 in cui Eastwood non è doppiato da Michele Kalamera, qui sostituito da Carlo Sabatini.